# كلادنو
كلادنو (بالتشيكية: Kladno)‏ هي بلدة في إقليم بوهيميا الوسطى في جمهورية التشيك، وهي مركز مقاطعة كلادنو.
يبلغ عدد سكان هذه البلدة 68,552 حسب إحصاء في سنة 2014.

## أعلام
- طوماش ماريك
- دافيد هوفوركا
- هوغو أنطون فيشر
- فرانتيسيك ميلر
- بافيل كوبا

## اقرأ أيضاً
- مقاطعة كلادنو